# Trasariz
Trasariz (llamada oficialmente Santiago de Trasariz) es una parroquia y un lugar del municipio español de Cenlle, en la provincia de Orense, Galicia.

## Organización territorial
La parroquia está formada por cuatro entidades de población, constando una de ellas en el nomenclátor del Instituto Nacional de Estadística español:
- Balcón (O Balcón)
- Mira
- Pumar (O Pumar)
- Trasariz

## Demografía
Gráfica demográfica del lugar y parroquia de Trasariz según el INE español:
| Gráfica de evolución demográfica de Trasariz entre 2000 y 2022 |
|                                                                |
| Datos según el nomenclátor publicado por el INE.               |